# Jan Kraus (aktor)
Jan Kraus (ur. 15 sierpnia 1953 w Pradze) – czeski aktor, dramaturg, prezenter telewizyjny i reżyser.
Jest znany z programu telewizyjnego Show Jana Krause.

## Filmografia
| Rok  | Tytuł                                    |
| ---- | ---------------------------------------- |
| 1972 | Dívka na koštěti                         |
| 1981 | Krakonoš a lyžníci                       |
| 1985 | Skowyt 2: Twoja siostra jest wilkołakiem |
| 1987 | Copak je to za vojáka...                 |
| 1987 | Proč?                                    |
| 1992 | Černí baroni                             |
| 1992 | Food                                     |
| 1994 | Faust                                    |
| 2003 | Mazaný Filip                             |
| 2005 | Skrzat                                   |
| 2007 | Ogólniak                                 |
| 2009 | 3 sezóny v pekle                         |

| Rok  | Tytuł   |
| ---- | ------- |
| 1983 | Arabela |